# Embrace (album Voyage)
Embrace - album muzyczny grupy Voyage, wydany w 1996 r.

## Lista utworów
1. Prologue - 3:18
2. Alisius` Fall - 3:28
3. Temptations - 2:29
4. The Mirror - 3:47
5. Frozen - 3:29
6. King Of Light - 4:15
7. Embrace - 7:18
8. Fauran Castle - 2:59
9. Broken Silence - 5:57
10. Epilogue - 6:12

## Twórcy
- Martijn Spierenburg - instrumenty klawiszowe, perkusja
- Jeroen van Veen - gitara basowa
- Michiel Papenhove - gitara
- Carmen v/d Ploeg - śpiew
- Patrick Harreman - śpiew, gitara
- Sharon den Adel - śpiew (Frozen)